# Cirkeldiagram

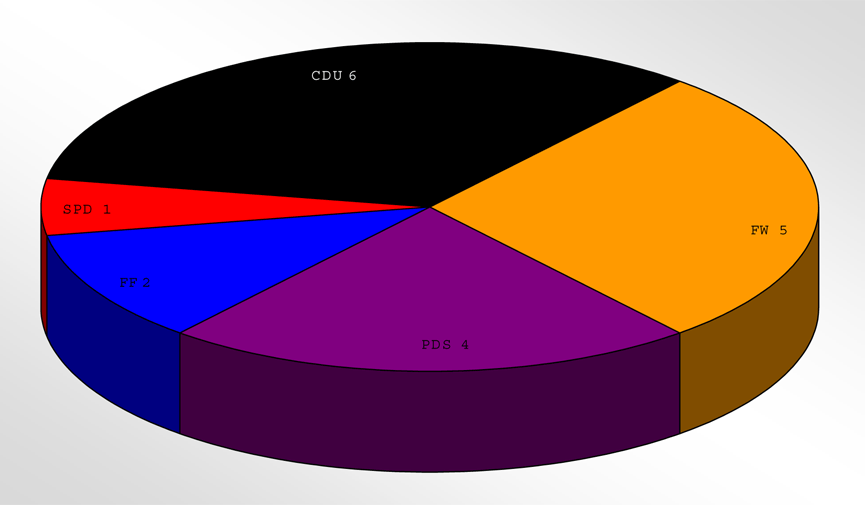
Schijfdiagram met perspectiefeffect. Merk op dat de aandacht getrokken wordt door de oranje sector, ondanks dat de zwarte sector groter is.

Een cirkeldiagram, schijfdiagram of taartdiagram is een grafiek ofwel diagram in de vorm van een cirkel, gebruikt om een verdeling van bepaalde gegevens op eenvoudige wijze weer te geven.
De cirkel wordt daartoe verdeeld in sectoren, waarbij de grootte van een sector het aantal van een bepaald gegeven voorstelt.
Het oudste bekende taartdiagram wordt doorgaans toegeschreven aan William Playfair in zijn boek Statistical Breviary uit 1801.
Schijfdiagrammen met perspectiefeffect worden vaak gebruikt voor het verfraaien van presentaties en artikelen maar omdat de verhoudingen vertekend zijn wordt het doel van het diagram, het grafisch inzichtelijk maken van verhoudingen, voorbijgeschoten. 
Ook Florence Nightingale, de grondlegster van de moderne verpleegkunde, wordt wel als auteur van het eerste cirkeldiagram gezien. Echter, het pooldiagram of coxcomb, zoals Florence het door haar gemaakte diagram noemde, stamt uit 1858 en verschilt van de huidige cirkeldiagrammen. De naam die Florence koos stamt van de Engelse benaming van de bloem van Celosia (hanekam) die qua vorm enige gelijkenis met het pooldiagram vertoont.
Waar bij een taartdiagram de hoeken van elke taartpunt (en dus de oppervlakte) de grootte weergeeft, zijn bij het pooldiagram de hoeken van alle taartpunten gelijk, maar bepaalt juist de afstand tot het middelpunt de grootte. Waar een taartdiagram dus altijd een cirkel vormt, is dit bij het pooldiagram slecht het geval indien alle taartpunten precies even groot zijn.
Door sommigen wordt echter voor het gebruik van cirkeldiagrammen gewaarschuwd omdat de informatie die hierin opgeslagen is door veel mensen niet eenvoudig geïnterpreteerd kan worden.
Cirkeldiagrammen zijn het meest geschikt wanneer de verschillende categorieën sterk in grootte verschillen. Wanneer de categorieën (ongeveer) even groot zijn is een staafdiagram een geschiktere presentatievorm.

## Manipulatie
Door een sector van een cirkeldiagram een fellere kleur te geven dan de overige sectoren kan de aandacht van de kijker op die ene sector gericht worden. Dat geeft de maker van het diagram de mogelijkheid om meteen de aandacht op het meest relevante sector te richten, maar het is ook mogelijk om de aandacht af te leiden van minder welgevallige cijfers door een bepaalde sector een minder opvallende kleur te geven. Dat effect kan nog versterkt worden door het cirkeldiagram op een bepaalde manier te draaien in een perspectiefweergave.

## Trivia
- In het Frans wordt het geen taartdiagram genoemd, maar een camembert, omdat deze kaas ook dikwijls in die vorm uitgesneden wordt.